# Pseudachorutes rugatus
Pseudachorutes rugatus är en urinsektsart som beskrevs av John L. Wray 1952. Pseudachorutes rugatus ingår i släktet Pseudachorutes och familjen Neanuridae. Inga underarter finns listade i Catalogue of Life.